# Kanton Saint-Berthevin
Kanton Saint-Berthevin (fr. Canton de Saint-Berthevin) je francouzský kanton v departementu Mayenne v regionu Pays de la Loire. Tvoří ho sedm obcí.

## Obce kantonu
- Ahuillé
- Astillé
- Courbeveille
- L'Huisserie
- Montigné-le-Brillant
- Nuillé-sur-Vicoin
- Saint-Berthevin